# Irski viski
Irski viski je žestoko alkoholno piće dobiveno destilacijom žitarica, porijeklom iz Irske.
Radi se od slada žitarica, vode i kvasaca. Za razliku od škotskog viskija, destilira se tri puta, a škotski viski dva puta. 
Destilacija se provodi samo u tradicionalnim uvjetima u količinama do 750 hektolitara. Irski viski ima boju karamela i razrjeđuje se destiliranom vodom, da se dobije do 40% alkohola. Prije razrijeđivanja, postotak alkohola je oko 90%. Irski viski odleži u bačvama najmanje 3 godine, ali najbolje do 10, pa čak i 15 godina.
Ima slađi i mekši okus od škotskog viskija i mnogo manje mijenja aromu tijekom starenja.
Često se stariji irski viski koristi za proizvodnju slatkoga irskoga likera (mješavina meda, ljekovitog bilja i drugih alkoholnih pića).